# ホスゲン
ホスゲン (英: Phosgene) とは、炭素と酸素と塩素の化合物。二塩化カルボニルなどとも呼ばれる。分子式は COCl2 で、ホルムアルデヒドの水素原子2つを塩素原子で置き換えた構造を持つ。毒性の高い気体であり、毒物及び劇物取締法によって毒物に指定されている。1812年にイギリスの化学者ジョン・デービー（同じく化学者であるハンフリー・デービーの弟）によって発見された。

## 用途
化学工業分野で重要な化合物であり、1812年に初めて合成された。一酸化炭素と塩素から多孔質の炭素を触媒として合成される。ポリカーボネート、ポリウレタンなどの合成樹脂の原料となる。
有機合成分野でもホスゲンはアルコールと反応して炭酸エステルを、アミンと反応して尿素あるいはイソシアネートを、カルボン酸と反応して酸塩化物を与えるなど用途が広い。ただし猛毒の気体であるホスゲンは実験室レベルでは使いにくく、近年では炭酸ビス（トリクロロメチル）（通称 トリホスゲン）が代用試薬として用いられるようになった。この試薬は安定な固体だが、トリエチルアミンや活性炭の作用で分解し、in situ で3当量のホスゲンを発生する。ホスゲンに比べて格段にハンドリングが容易なため、近年使用例が増えている。
また、フロン類（クロロフルオロカーボン、ハイドロクロロフルオロカーボン）が加熱される事でも発生するので、特に冬季など暖房器具を使用する時期には中毒事故が発生しやすかった。室内の空気に塩素を含む有機性のガス、あるいは塩素と有機性のガスが存在する場合に、放電式の空気清浄機を使用すると、中毒事故が起こる可能性がある。
フロン類は、エアコンの冷媒、冷蔵庫の冷媒としても用いられているので、冷媒の配管への衝撃や劣化などによる配管のひび割れにより、漏出することがあり、それもまた
危険である。また、スプレー缶の噴射剤として使われる有機溶媒も塩素やフッ素を含む場合には、それを密室で散布した後に、コンロなどの裸火による燃焼や、空気清浄機の放電、喫煙行為などによりホスゲンが生成されると、呼吸に伴い呼吸器官を冒して呼吸器の機能を劣化させてしまい、最悪死に至るリスクがある。
毒性が強く、化学兵器（毒ガス・窒息剤）とされている。第一次世界大戦では大量に使用された。旧日本軍では「あお剤」と呼称している。現在の日本では化学兵器の禁止及び特定物質の規制等に関する法律の第二種指定物質・毒性物質であり、同法の規制をうける。詳細は化学兵器禁止条約を参照。
2025年には、三井化学大牟田工場（福岡県大牟田市）のウレタン原料の製造工程からホスゲンを含む化学物質が流出する事故が発生。工場の周辺住民らが健康被害を負った。2025年4月にも毒性のある何かのガス漏れ事故が発生し5人が救急搬送されているが、三井化学大牟田工場はイソシアネート合成プラントで使われるホスゲンガス漏洩（副生成物の塩化水素ガスなど）との関連を完全に否定している。

## 性質
20 ℃ では気体である。沸点は 8 ℃ で、純粋なホスゲンは独特の青草臭であるが、毒ガスに使われるような低純度なもの、希薄なものは木材や藁の腐敗臭がするといわれている。
水があると加水分解を受け、二酸化炭素と塩化水素を生じる。
{\displaystyle {\ce {COCl2 + H2O -> CO2 + 2HCl}}}

## 毒性
高濃度のホスゲンを吸入すると早期に眼、鼻、気道などの粘膜で加水分解によって生じた塩酸によって刺激症状が生じる。
無症状の潜伏期を経て肺水腫を起こす。潜伏期は数時間から、場合によっては24時間以上持続する場合もある。
肺水腫が進んで潜伏期が過ぎると咳、息切れ、呼吸困難、胸部絞扼感、胸痛などの自覚症状が出る。肺水腫によって肺胞毛細血管への酸素運搬が阻害され、低酸素症を引き起こす。また体液が肺胞に流出することによって血液濃縮を起こし、心不全に進行する。
低濃度のホスゲンに長期曝露した場合には肺に障害を与え、繊維症、機能障害を生じることがある。また、数日が経過してから感染症による肺炎を起す場合がある。
- 人の粘膜を刺激する：4mg/m3 以上
- 吸入人半数致死量：3,200mg/m3
- 吸入人半数不能量：1,600mg/m3
- 曝露濃度による症状
  - 3 ppm：直ちに症状を伴うことはないが、通常24時間以内に遅発性の症状が出現する
  - 3 ppm：上気道刺激、眼刺激
  - 25 ppm：30分間以上の曝露で致死的
  - 50 ppm：直ちに治療しなければ、短時間曝露でも致死的

## 治療法
解毒剤は存在しない。治療は主に肺水腫への対処を行うことになる。目の角膜が損傷する危険がある場合は洗浄を行う。肺炎などの感染症への予防措置を取る。防護措置としては、吸入を防止するために、ガスマスクが用いられる。
第一次世界大戦で毒ガスとして用いられた時には、拡散して低濃度になったホスゲンに長時間曝露した兵士が20 - 80時間後に突然症状が悪化して死亡する事例が多数あった。このため、曝露した場合は低濃度であっても3日程度の経過観察を行う必要がある。